# Ardy Wiranata
Ardy Bernardus Wiranata (ur. 10 lutego 1970 w Dżakarcie) – indonezyjski badmintonista, wicemistrz olimpijski, trzykrotny medalista mistrzostw świata w grze pojedynczej.
Jeden raz występował w igrzyskach olimpijskich. W 1992 roku, w Barcelonie zdobył srebrny medal, przegrywając finałowy pojedynek ze swoim rodakiem Alanem Budikusumą.
Srebrny medalista mistrzostw świata z 1989 roku w Dżakarcie. W finałowym pojedynku nie sprostał Chińczykowi Yang Yang. Dwukrotny brązowy medalista mistrzostw świata (1991, 1993).